# Eliomosa sibogae
Eliomosa sibogae is een naaldkreeftjessoort uit de familie van de Apseudidae. De wetenschappelijke naam van de soort is voor het eerst geldig gepubliceerd in 1913 door Nierstrasz.